# Ur-šanabi
Ur-šanabi (Aussprache Ur-schanabi) ist der im Gilgameš-Epos erwähnte göttliche Fährmann des Uta-napišti. Er ist, wie Huwawa von einem siebenmanteligen Strahlenglanz umgeben, der ihn unangreifbar macht. Zusätzlich verrichtet Ur-šanabi Arbeiten im „heiligen Zedernwald“, wo er die Zedern von den Ästen befreit. Die Szene, in welcher Gilgameš auf Ur-šanabi trifft, spielt wohl an der Meermündung des Flusses eines Edelsteingartens. Siduri, die Wirtin einer Uferschänke, verweist Gilgamesch wegen seiner beabsichtigten Überfahrt zum „Land der Seligen“ an den Fährmann Ur-šanabi:

„87 Oh Gilgameš, da (am Ufer) ist Ur-šanabi, der Schiffer des Uta-napišti, 88 inmitten des Waldes befreit er die Zedern von Ästen. 98 Er (Gilgamesch) sah ihn (Ur-šanabi) und hüllte sich in seinen Strahlenglanz. 150 „Aber jetzt, Ur-šanabi, wie ist der Weg zu Uta-napišti?“ 169 Ur-šanabi und Gilgamesch stiegen in das Schiff, 170 sie ließen die Barke zu Wasser und fuhren davon.“

Es scheint, dass eine Verbindung zwischen Siduri und Ur-šanabi besteht, da Ur-šanabi wahrscheinlich öfter das bewaldete Ufer der Siduri besucht. Gemeinsam mit den göttlichen Wesen „Die Steinernen“ stellt Ur-šanabi ansonsten Stangen für seine Überfahrten her. Gilgameš hatte jedoch „die Steinernen“ zerstört und musste nun allein die Stangen anfertigen.
Ur-šanabi und Gilgameš kommen trotz Schwierigkeiten bei der Überfahrt schließlich bei Uta-napišti auf seiner Insel „Land der Seligen“ an.